# Топчії (Болгарія)
Топчі́ї (болг. Топчии) — село в Разградській області Болгарії. Входить до складу общини Разград.

## Населення
За даними перепису населення 2011 року у селі проживали 450 осіб.
Національний склад населення села:
| Національність   | Кількість осіб | Відсоток |
| ---------------- | -------------- | -------- |
| болгари          | 361            | 97,0%    |
| цигани           | 0              | 0%       |
| не визначились   | 8              | 2,2%     |
| Всього відповіли | 372            |          |

Розподіл населення за віком у 2011 році:
Динаміка населення: